# Charles Lapworth
Charles Lapworth (Faringdon, Berkshire, 21 de septiembre de 1842 - 13 de marzo de 1920) fue un geólogo inglés, pionero en el uso de los fósiles para analizar animales, y quien identificó el periodo Ordovícico.
Después de finalizar sus estudios para trabajar de profesor, Lapworth se estableció prácticamente en la frontera de Escocia, donde investigó la fauna fósil de la zona, muy poco conocida previamente. En 1869 se casó y se quedó en la región. Finalmente, gracias a un registro paciente y a un uso innovador del análisis y de la clasificación fósil, Lapworth demostró que lo que se creía que se trataba de una gruesa secuencia de rocas silúricas, en realidad era una serie mucho más delgada con numerosos plegamientos y fallas.
Al final aceptaron su controvertido análisis, y poco a poco fue ascendiendo hasta convertirse en uno de los geólogos de primer nivel de toda Gran Bretaña. Fue profesor en diversos institutos, y recibió numerosos premios por sus trabajos, como la Medalla Wollaston en 1899. Se le conoce sobre todo por ser pionero en el análisis faunal de las capas silúricas por medio de la clasificación fósil, especialmente los graptolitos; y por su propuesta, adoptada mucho más tarde, de que las capas que había entre los estratos cámbricos del norte de Gales y silúricos del sur de Gales fuesen asignados a un nuevo período geológico: el Ordovícico (descrito por Lapworth en 1879). Esta propuesta logró resolver una ardua discusión sobre la antigüedad de los estratos en cuestión.
Se pueden encontrar documentos sobre Charles Lapworth en las Colecciones Especiales de la Universidad de Birmingham.
Su hijo, Arthur Lapworth, trabajó como químico orgánico para dilucidar el mecanismo de reacción de algunos procesos como la halogenación de cetonas.
- Datos: Q932471
- Multimedia: Charles Lapworth / Q932471
- Especies: Charles Lapworth